# Ang Kuy
Die Ang Kuy (Thai อังกุ๊ย, engl.: Lews Harp) gehört zur Gruppe der Zupfinstrumente und wird im südlichen Isan, dem Nordosten von Thailand gespielt.
Die Ang Kuy besteht aus dünnen Bambusholz, bei dem in der Mitte ein Rohrblatt ausgeschnitten wird. Der Spieler führt das Rohrblatt an die Lippen und benutzt seine Mundhöhle als Klangkörper, während er das Bambusholz am anderen Ende anreißt. Die Ang Kuy wird als Soloinstrument zu allen Gelegenheiten eingesetzt.